# Ferrière-la-Grande

Ferrière-la-Grande este o comună în departamentul Nord, Franța. În 1 ianuarie 2022 avea o populație de 5.167 de locuitori.